# Club Olimpia Asunción
Club Olimpia Asunción of kortweg Olimpia is een Paraguayaanse voetbalclub uit de hoofdstad Asunción. Thuisstadion is het Estadio Manuel Ferreira, dat 22.000 plaatsen heeft. De bijnamen van Olimpia zijn El Decano (De Oude), aangezien Olimpia de oudste voetbalclub is van Paraguay, en Rey de Copas (Koning van de Bekers), verwijzend naar de vele gewonnen prijzen.

## Geschiedenis
Olimpia is de oudste voetbalclub van Paraguay en werd op 25 juli 1902 opgericht door de Nederlander William Paats samen met een aantal Paraguayanen. Paraguay, Esparta en Olimpia werden als mogelijke clubnamen voorgesteld. Paats koos uiteindelijk voor de laatste naam die verwijst naar de Griekse stad Olympia waar de Olympische Spelen in de Oudheid werden gehouden. Zwart en wit werden de clubkleuren.
Sinds meer dan negentig jaar is Cerro Porteño de aartsrivaal van Olimpia en wedstrijden tussen beide clubs staan bekend als de Super Clasico van het Paraguayaanse voetbal. Andere klassiekers zijn de Clasico mas añejo tegen Club Guaraní, na Olimpia de oudste club van het land, en de Clasico blanco y negro tegen Club Libertad, die ook wit (blanco) en zwart (negro) als clubkleuren heeft.
Olimpia is de enige club die in ieder decennium de finale van de CONMEBOL Libertadores heeft gehaald sinds de oprichting van het toernooi in 1960. Olimpia won de Copa in 1979, 1990 en 2002 en was in 1960, 1989, 1991 en 2013 verliezend finalist.
Voor grote(re) wedstrijden wijkt de club ook uit naar het nationale stadion van Paraguay, het Estadio Defensores del Chaco.

## Erelijst
- Liga Paraguaya (45);

1912, 1914, 1916, 1925, 1927, 1928, 1929, 1931, 1936, 1937, 1938, 1947, 1948, 1956, 1957, 1958, 1959, 1960, 1962, 1965, 1968, 1971 1975, 1978, 1979, 1980, 1981, 1982, 1983, 1985, 1988, 1989, 1993, 1995, 1997, 1998, 1999, 2000, 2011-C, 2015-C. 2018-A, 2018-C, 2019-A, 2019-C, 2020-C
- Copa Paraguay (1);

2021
- Supercopa Paraguay (1);

2021
- Torneo República (1);

1992
- Torneo de Integración Nacional (1);

1990
- Intercontinental Cup (1);

1979
- CONMEBOL Libertadores (3);

1979, 1990, 2002
- Copa Interamericana (1);

1980
- CONMEBOL Recopa (2);

1991, 2003
- Supercopa Sudamericana (1);

1990

## Eindklasseringen
| Seizoen | A/C | № | Clubs | Divisie        | Duels | Winst | Gelijk | Verlies | Doelsaldo | Punten |
| ------- | --- | - | ----- | -------------- | ----- | ----- | ------ | ------- | --------- | ------ |
| 2009    | A   | 4 | 12    | Liga Paraguaya | 22    | 9     | 8      | 5       | 31–28     | 35     |
| 2009    | C   | 5 | 12    | Liga Paraguaya | 22    | 11    | 2      | 9       | 32–22     | 35     |
| 2010    | A   | 3 | 12    | Liga Paraguaya | 22    | 11    | 6      | 5       | 32–18     | 39     |
| 2010    | C   | 5 | 12    | Liga Paraguaya | 22    | 7     | 11     | 4       | 31–23     | 32     |
| 2011    | A   | 2 | 12    | Liga Paraguaya | 22    | 12    | 6      | 4       | 44–22     | 42     |
| 2011    | C   |   | 12    | Liga Paraguaya | 22    | 14    | 4      | 4       | 38–22     | 46     |
| 2012    | A   | 2 | 12    | Liga Paraguaya | 22    | 14    | 5      | 3       | 30–20     | 47     |
| 2012    | C   | 6 | 12    | Liga Paraguaya | 22    | 8     | 8      | 6       | 33–31     | 32     |
| 2013    | A   | 5 | 12    | Liga Paraguaya | 22    | 8     | 7      | 7       | 31–31     | 31     |
| 2013    | C   | 9 | 12    | Liga Paraguaya | 22    | 6     | 6      | 10      | 31–32     | 24     |
| 2014    | A   | 3 | 12    | Liga Paraguaya | 22    | 9     | 6      | 7       | 32–26     | 33     |
| 2014    | C   | 6 | 12    | Liga Paraguaya | 22    | 8     | 6      | 8       | 28–24     | 30     |
| 2015    | A   | 4 | 12    | Liga Paraguaya | 22    | 9     | 8      | 5       | 32–22     | 35     |
| 2015    | C   |   | 12    | Liga Paraguaya | 22    | 13    | 5      | 4       | 40–22     | 44     |
| 2016    | A   | 2 | 12    | Liga Paraguaya | 22    | 14    | 1      | 7       | 57–30     | 43     |
| 2016    | C   | 2 | 12    | Liga Paraguaya | 22    | 14    | 5      | 3       | 44–22     | 47     |

## Bekende (oud-)spelers
- Raúl Vicente Amarilla
- Celso Ayala
- Julio César Cáceres
- Denis Caniza

- Osman López
- Raúl Otero
- Carlos Humberto Paredes
- Lucas Pratto
- Julio César Romero "Romerito"

- Roque Santa Cruz
- Martín Silva
- Lorenzo Melgarejo
- Santiago Vergini

## Trainer-coaches
- Luis Cubilla (1979–1980)
- Luis Cubilla (1982)
- Sergio Markarián (1983–1986)
- Luis Cubilla (1988–1993)
- Gustavo Benítez (1994–1995)
- Luis Cubilla (1995–2002)
- Aníbal Ruíz (2001–2002)
- Nery Pumpido (2002–2003)
- José Cardozo  (2006–2007)
- Gustavo Costas (2008)
- José Cardozo  (2009–2010)
- Nery Pumpido (2011)
- José Cardozo  (2012)
- Ever Almeida (2013–2014)
- Diego Alonso (2014)

## Andere sporten
Hoewel Olimpia vooral bekendheid geniet als voetbalclub is ook de basketbalafdeling nationaal succesvol. Daarnaast heeft Olimpia ook teams die de sporten zaalvoetbal, boksen, zwemmen, tennis en handbal beoefenen.